# Himmelpforten
Himmelpforten (niederdeutsch Himmelpoorten) ist eine niedersächsische Gemeinde in der Samtgemeinde Oldendorf-Himmelpforten im Landkreis Stade. Neben dem Hauptort Himmelpforten gehören auch die Orte Kuhla (mit Neukuhla), Ochsenpohl und Breitenwisch zur Gemeinde.
Himmelpforten ist besonders in der Weihnachtszeit in aller Munde. Der Ort wird dann zum Christkinddorf. Für zahlreiche Kinder in der ganzen Welt ist der Ort die Postadresse des Christkinds bzw. des Weihnachtsmannes. Diese Tradition wird seit den 1960er Jahren gepflegt, siehe auch: Weihnachtspostamt

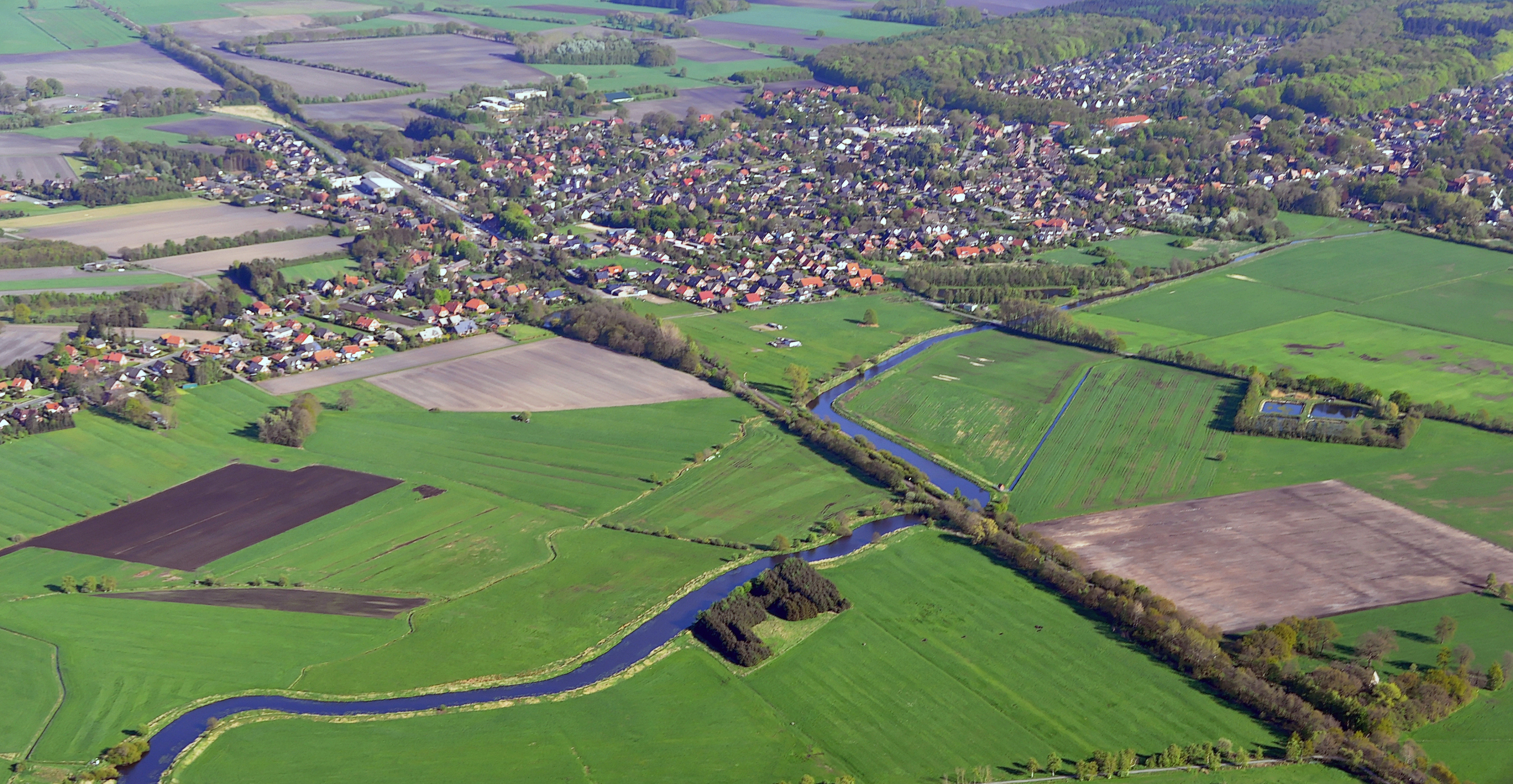
Luftbild Himmelpforten

Kaiserliches Postamt zur Zeit des Postverwalters H. Möller.

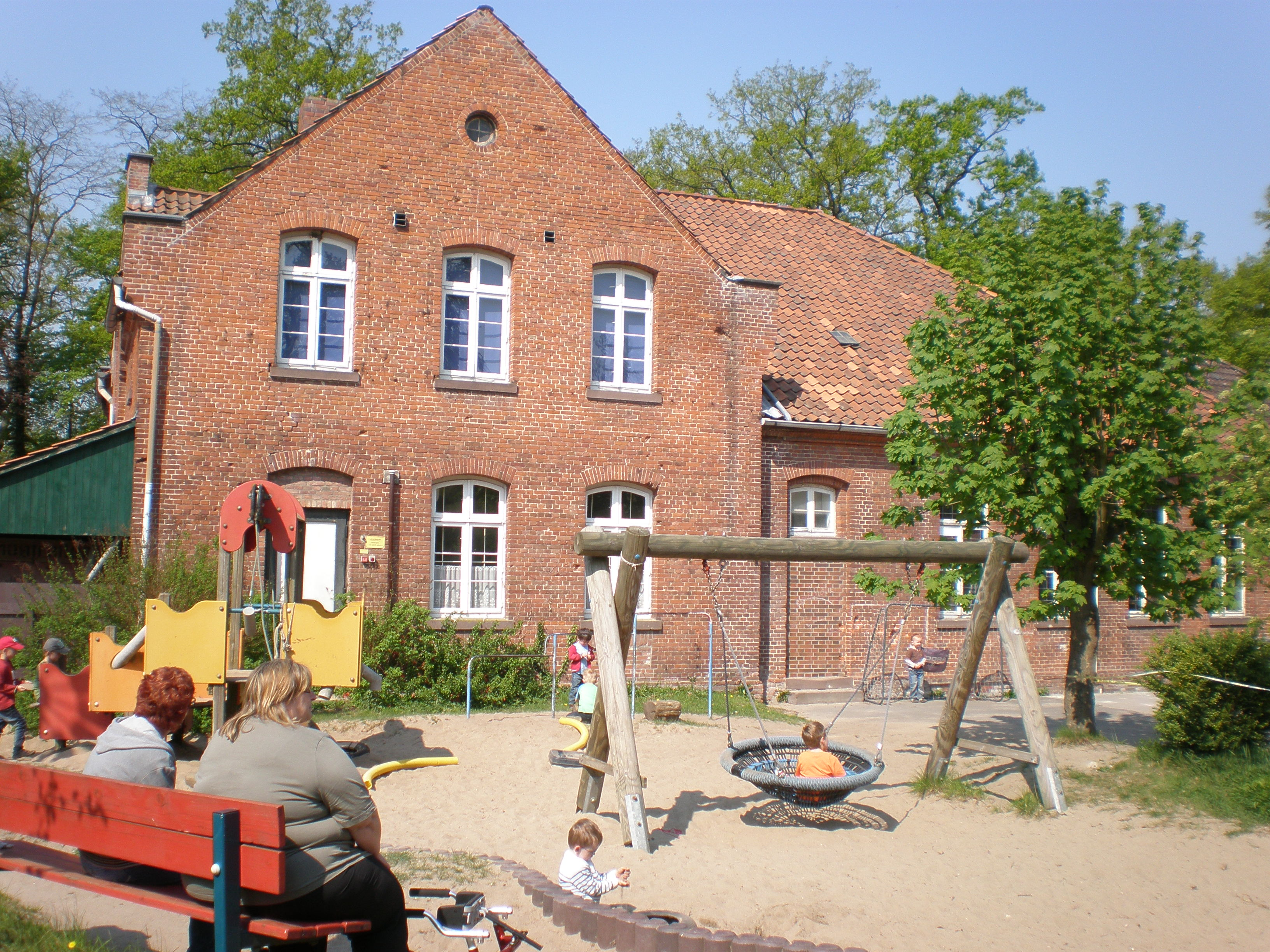
Heimat- und Schulmuseum von Osten

## Geschichte
Im Jahre 1255 zog die Nonnenzisterze Conventus Porta Coeli vom Westerberg bei Rahden nahe Lamstedt nach dem Ort, der damals Eulsete hieß. Der Zug der Zisterzienserinnen wurde anlässlich des 750-jährigen Jubiläums 2005 nachgestellt.
Eulsete (plattdeutsch: Eylsede, etymologisch als [Wohn-]Sitz eines Eylos/Eilhards gedeutet) nahm im Laufe der Zeit die plattdeutsche Übersetzung des lateinischen Klosternamens Porta Coeli, Klooster to der Himilporten oder jünger tor Hemmelpoorten, an, der in hochdeutscher Lautung als Himmelpforten später amtlich wurde.
1729 entstand das Amtshaus des Amts Himmelpforten. Von 1892 bis 1942 war das heute denkmalgeschützte Gebäude unter der Bezeichnung Steinmetzhaus ein Kinderheim.

## Eingemeindungen
Am 1. Juli 1972 wurden die Gemeinden Breitenwisch und Kuhla eingegliedert.

## Politik

### Gemeinderat

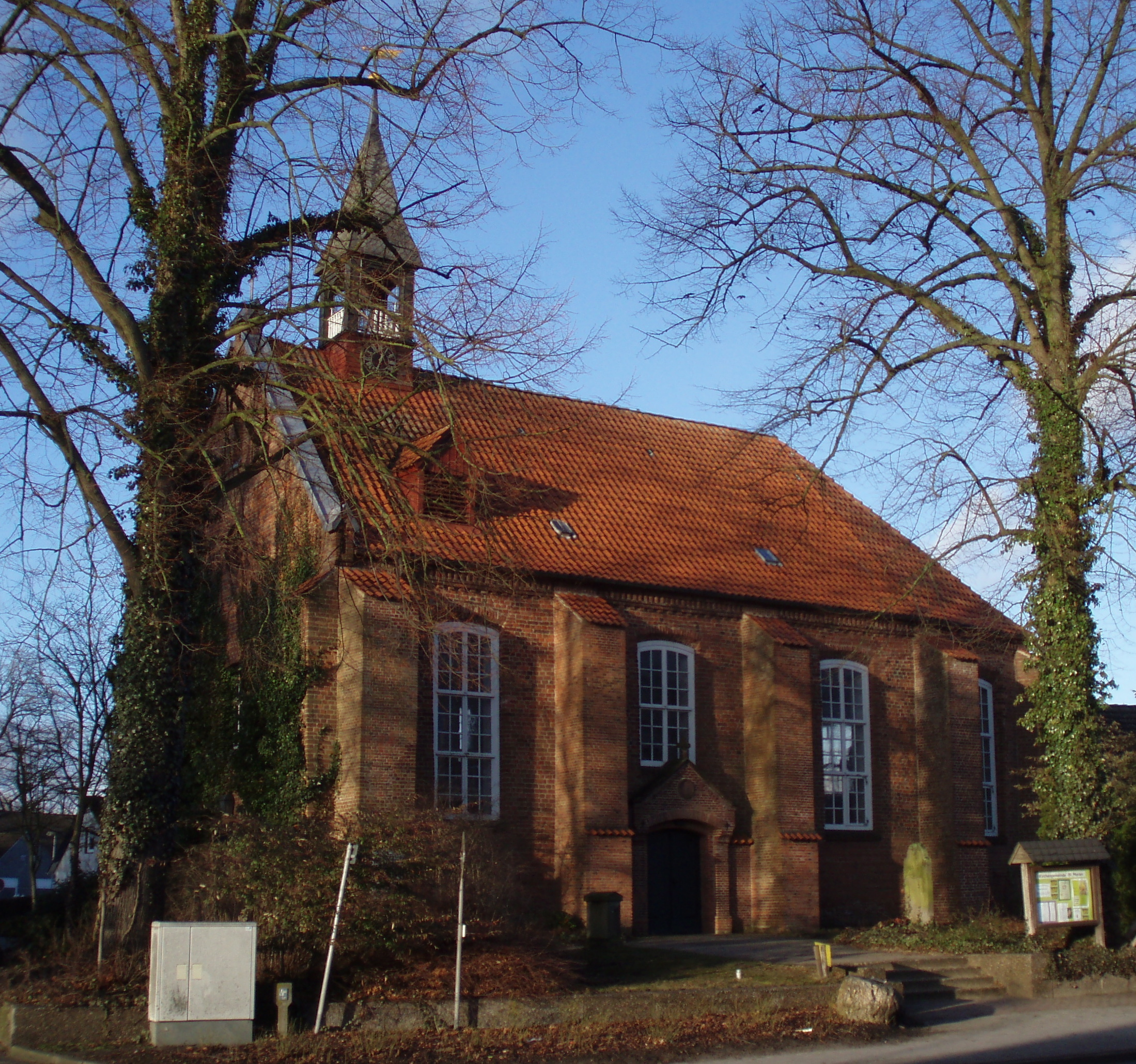
Die evangelisch-lutherische St. Marienkirche

Der Gemeinderat Himmelpforten besteht aus 17 Ratsfrauen und Ratsherren. Dies ist die festgelegte Anzahl für eine Mitgliedsgemeinde einer Samtgemeinde mit einer Einwohnerzahl zwischen 5.001 und 6.000 Einwohnern. Die Ratsmitglieder werden durch eine Kommunalwahl für jeweils fünf Jahre gewählt.

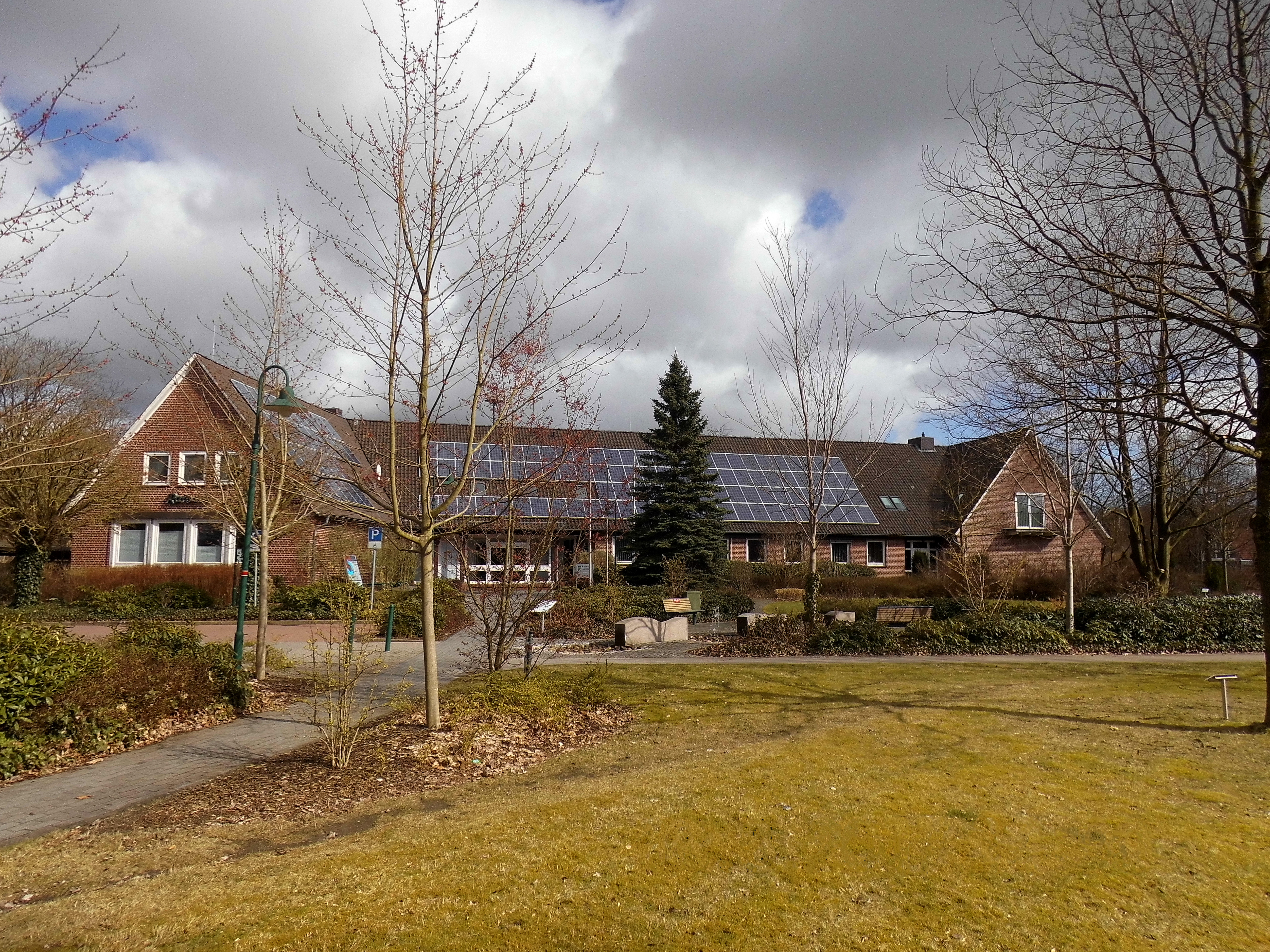
Rathaus Himmelpforten

Nach den vergangenen Gemeinderatswahlen ergaben sich folgende Sitzverteilung:
| Jahr | SPD | CDU | Grüne | FWG | Gesamt   |
| ---- | --- | --- | ----- | --- | -------- |
| 2021 | 9   | 6   | 1     | 1   | 17 Sitze |
| 2016 | 9   | 6   | 1     | 1   | 17 Sitze |
| 2011 | 7   | 6   | 1     | 1   | 15 Sitze |
| 2006 | 6   | 7   | 1     | 1   | 15 Sitze |

### Bürgermeister
1925-1945               Ewald Hake
1945 bis ?              Johann Lünstedt
| 1991–2001         | Hermann Bardenhagen (SPD) |
| 2001–2013         | Lothar Wille (SPD)        |
| seit 22. Mai 2013 | Bernd Reimers (SPD)       |

### Wappen
Das Wappen der Gemeinde Himmelpforten zeigt auf blauem Untergrund ein goldenes, gotisches Tor, in dem eine silbern gekleidete Äbtissin mit goldenem Krummstab steht.
Das 1955 angenommene Wappen beruht auf der ältesten überlieferten Version des Klostersiegels, wie es sich an der Verzichtserklärung des Klosters vom 17. März 1291  findet, womit es den Anspruch auf das ihm zugedachte in Stralsund zurückgehaltene persönliche Erbe des Dorpater Fürstbischofs Friedrich von Haseldorf aufgab.
Die Farben der Gemeinde sind blau-gelb (quergestreift).

### Gemeindepartnerschaft
Himmelpfortens Partnergemeinde ist Lorrez-le-Bocage-Préaux in der französischen Region Île-de-France.

## Poststation
Die Geschichte der Post in Himmelpforten beginnt im Jahre 1770, als der Postmeister Stern aus Stade dem Oberamtmann zu Himmelpforten in einem Brief seine Besorgnis über die Sicherheit der Postfracht mitteilte. Er schlug vor, einer vertrauenswürdigen Person den Schlüssel für die Nebenlade der Fahrpost von Stade nach Otterndorf anzuvertrauen, damit diese die Briefe und Gelder des Amtes Himmelpforten herausnehmen und hineinlegen konnte. Sterns Antrag wurde genehmigt und Hausvogt Wehber, welcher bereits in kurfürstlichen Diensten stand, wurde am 17. Dezember 1770 zum ersten Postspediteur in Himmelpforten ernannt.
Bis ins Jahr 1886 blieb die Verwaltung der Postspedition in den Händen der Familie Wehber, welche ebenfalls das Braurecht des Ortes innehatte. Das erste Postgebäude war das 1641 erbaute Bauernhaus der Familie Burfeind, welches direkt an der Chaussee gestanden hatte.
Ab 1890 mietete die Post in einem vom Postverwalter Heinrich Möller erbauten Haus in der Poststraße Nr. 115 Diensträume an. Zur Vergrößerung der Diensträume und zur Unterbringung der Fernsprechanlage erhielt das Haus im Jahre 1935 einen Erweiterungsbau.
Zum Amtsbereich des Postamtes gehörten Oldendorf (ab 1884), Estorf (ab 1898) und Hechthausen (ab 1908), sowie die Poststelle I (Großenwörden, Hüll, Neuland) und Poststelle II (Blumenthal, Bossel, Engelschoff, Rönndeich, Breitenwisch, Burweg) und einige Hilfspoststellen. Die Poststelle in Breitenwisch, welche 1930 eingerichtet worden war, wurde 1945 wieder aufgehoben.
Die Selbstständigkeit des Postamtes Himmelpforten endete im Jahre 1960, als es dem Postamt Stade zugeordnet wurde.

Die alte Post Himmelpforten 1887–88
Kaiserliches Postamt Himmelpforten um 1890
Kaiserliches Postamt Himmelpforten 1891
Post Himmelpforten in den 20er Jahren mit erstem Kraftfahrzeug

Seit 1962 bestehet das sogenannte Weihnachtspostamt Himmelpforten.

## Museen
In Himmelpforten gibt es ein Heimat- und Schulmuseum, in dem man auch einiges über die Entwicklung der Schule in den letzten Jahrhunderten aus der Umgebung erfahren kann.

## Wirtschaft und Infrastruktur

### Wirtschaft
In Himmelpforten sind mehrere Gewerbe-, Dienstleistungs- und Handwerksbetriebe ansässig. Zu den regional bzw. im Elbe-Weser-Dreieck bekannten Unternehmen gehören u. a.:
- das 1953 gegründete Familienunternehmen Brödenfeldt (Heiz- und Baustoffhandel, Transporte und Erdarbeiten).
- der Haushalts-, Heimwerker- und Gartenmarkt Wehbers Mühle mit einem angeschlossenen Restaurant im Mühlenturm und im ehemaligen Kornspeicher der Wehbers Mühle, einer 1871 erbauten und 1985/86 vollständig restaurierten Holländerwindmühle, deren gesamtes Gebäudeensemble unter Denkmalschutz steht.

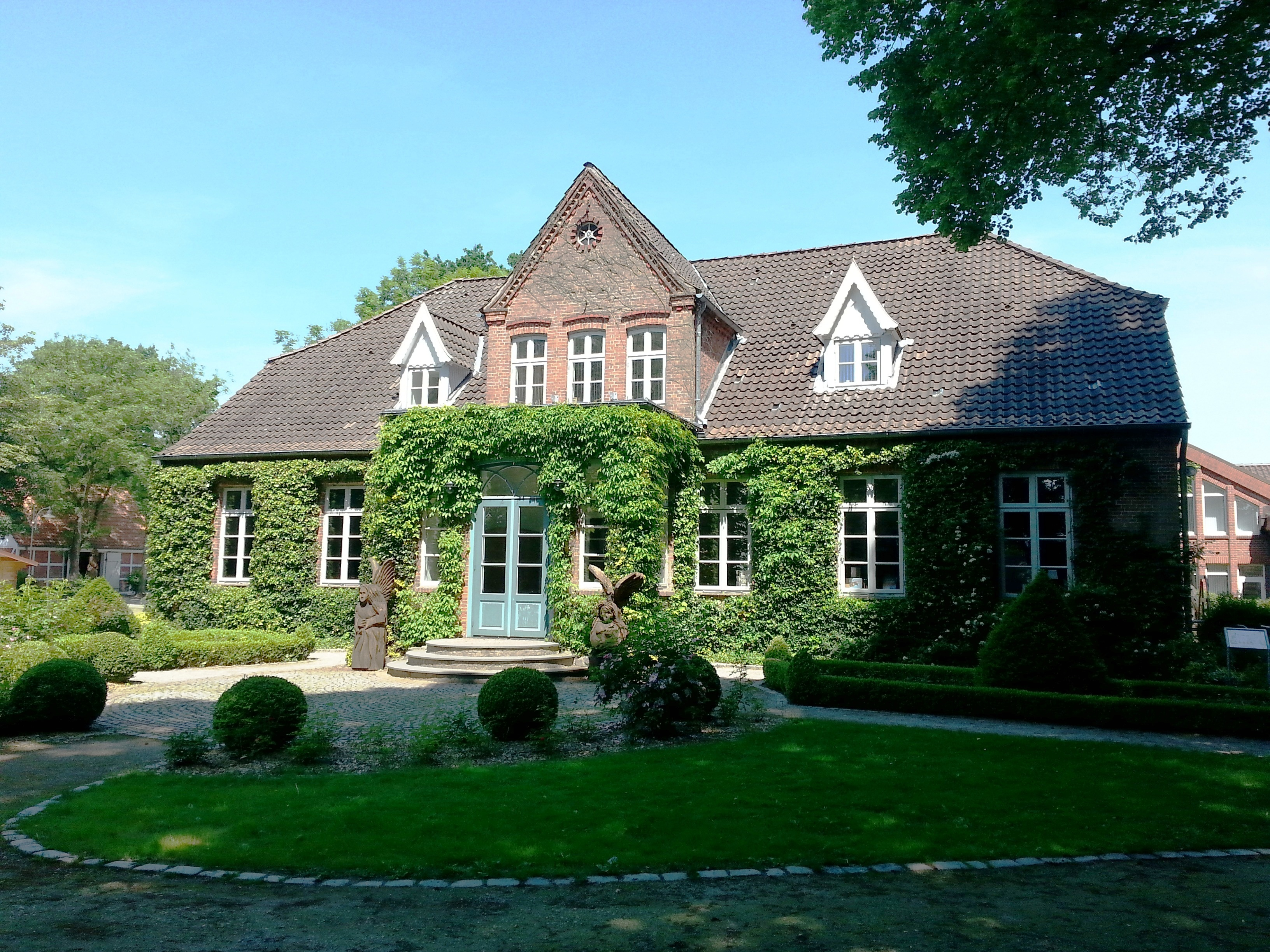
Die Villa von Issendorff von Süden

Der regelmäßig in der Vorweihnachtszeit veranstaltete Christkindmarkt Himmelpforten, bei dem der Ort zum Christkinddorf wird, ist über die Region hinaus bekannt. Der Weihnachtsmarkt wurde 2005 in Ergänzung des Weihnachtspostamts Himmelpforten gegründet. Er findet rund um die Himmelpfortener Kultur- und Tagungsstätte Villa von Issendorff statt und umfasst inzwischen über 50 Kunsthandwerksstände.

### Verkehr
Durch Himmelpforten führt die Bundesstraße 73, die den Ort mit Cuxhaven, Stade und Hamburg verbindet. Himmelpforten verfügt zudem über einen Bahnhof an der Strecke der Niederelbebahn zwischen Cuxhaven und Hamburg.
Seit Oktober 2007 wird das Raumordnungsverfahren für die geplante Bundesautobahn 22/20 durchgeführt, die durch den Ortsteil Breitenwisch verlaufen soll und den Ort unmittelbar am westlichen Ortsrand tangieren wird. Gegen die Autobahn kämpft eine Bürgerinitiative mit fast 400 Mitgliedern.

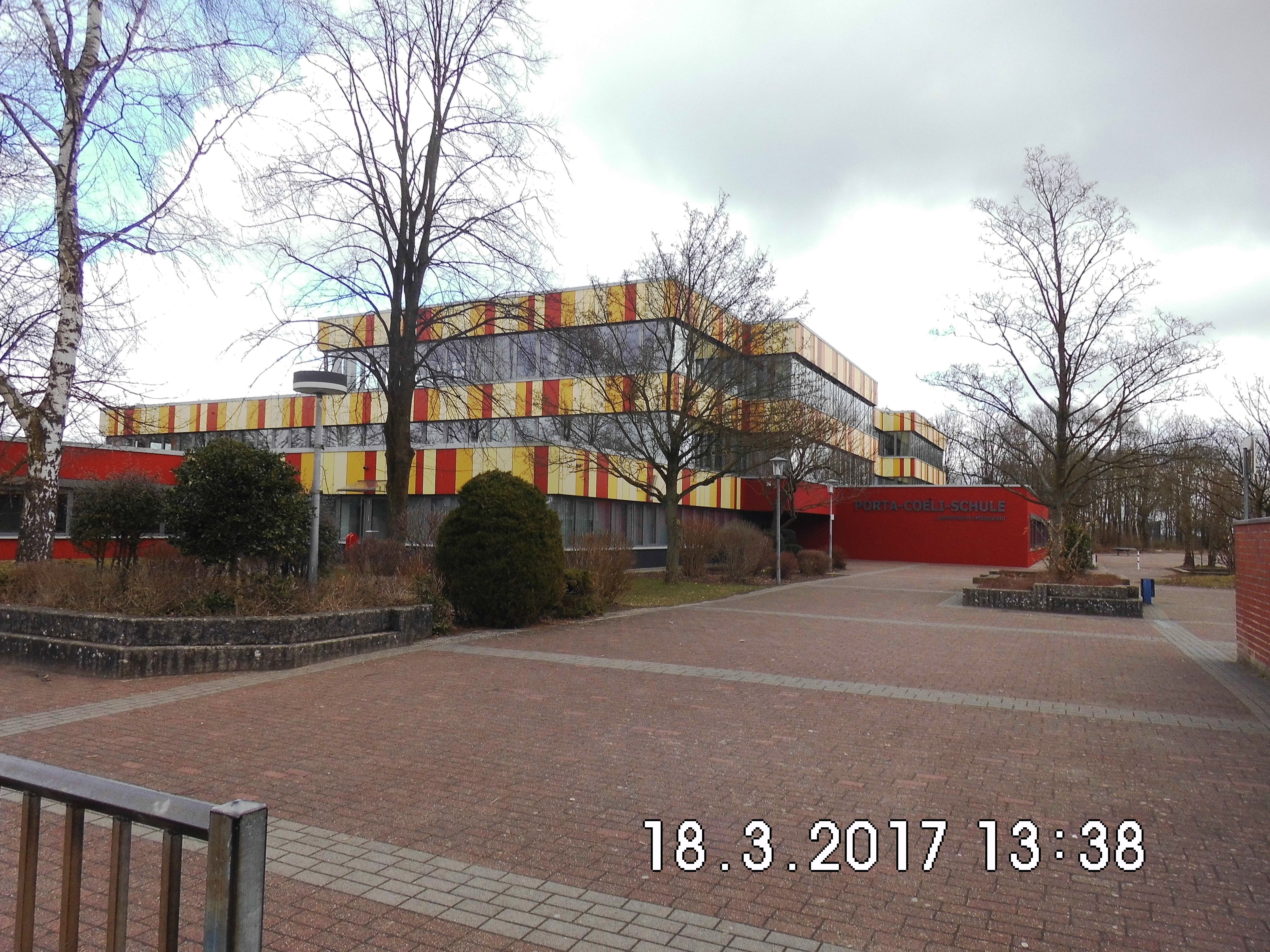
Porta-Coeli-Schule von Westen

### Bildung
Himmelpforten verfügt neben der Porta-Coeli-Schule, einem Schulzentrum mit Klassen vom 5. bis zum 10. Schuljahr, über eine eigene Grundschule.

## Persönlichkeiten

### Söhne und Töchter der Gemeinde
- August Elfers (1897–1959), Missionsdirektor der Hermannsburger Mission
- Udo Pollmer (* 1954), Lebensmittelchemiker, Ernährungsexperte und Buchautor

### Personen, die mit Himmelpforten in Verbindung stehen
- Friedrich Eickenrodt (1808–1881), deutscher lutherischer Theologe
- Hermann Christian Ludwig Steinmetz (1831–1903), deutscher lutherischer Theologe und Kirchenfunktionär
- Adolf Goetze (1837–1920), deutscher Verwaltungsjurist
- Patrick Döring (* 1973), deutscher Politiker (FDP), Generalsekretär (2012–2013)